# Henri Barré
Henri Barré, né à Jazeneuil dans la Vienne le 9 août 1888, et mort à Paris le 28 juillet 1972, est un homme politique français.
En 1925, il devient membre du Comité central du Parti communiste français (PCF), avant d'être exclu du parti en 1928. Il est député entre 1945 et 1946, sous les couleurs de l'Union démocratique et socialiste de la Résistance puis de la SFIO. De 1946 à 1958, il siège également comme conseiller de la République.

## Biographie
Il commence son parcours politique en adhérant au Parti socialiste SFIO en 1917. En 1920, un rapport de police signale son influence sur les ouvriers de la Manufacture d'armes de Châtellerault. Le comité fédéral de la Vienne, passé au PCF au lendemain du congrès de Tours, lui confie le secrétariat de la fédération en 1921. En décembre de la même année, il la représente au congrès de Marseille du PCF. Il écrit en 1922 dans le Prolétaire de la Vienne qu'il demeure fidèle à Loriot, Vaillant-Couturier, Dunois et Treint et que sa démission du secrétariat fédéral peut être remise en cause si ses camarades en décident. Ils la remettent en cause et Barré est délégué au congrès de Paris du PCF. Sous son influence, le congrès fédéral adopte la stratégie de Front unique en 1923. Il est désigné comme permanent dans la région bordelaise par le Bureau Politique du PCF en 1924.
Il dirige la liste communiste aux élections municipales de Châtellerault de 1925. En janvier, le congrès de Clichy du PCF l'avait élu membre du Comité central. Il siège également au Comité central de l'Association républicaine des anciens combattants (ARAC). Il en devient délégué à la propagande et à l'organisation en 1926. Après le congrès du PCF de Lille la même année, en juin, il est chargé du secrétariat de Jacques Duclos. Il publie en 1927 L'Unité léniniste avec Treint, puis le Redressement communiste l'année suivante, organe du Comité de redressement du Parti communiste et de l'Internationale communiste. La conférence nationale du PCF l'exclut  le 28 février 1928 du fait de son opposition à la politique de Staline.
Malgré son exclusion, il appellera à voter communiste aux élections législatives de 1928 ainsi que lors des élections municipales de 1929. Il aurait adhéré à la 20e section socialiste de Paris en 1931, puis participe deux ans plus tard à une tentative d'unification des courants oppositionnels à la direction du PCF et d'exclus de ce parti. Il est candidat, pour la SFIO, aux élections municipales de 1935, dans le quartier de Charonne à Paris. Il est aussi candidat, toujours pour la SFIO, en 1936 aux élections législatives dans la 2e circonscription du XXe arrondissement de Paris. Cette année-là et la suivante, il intervient dans de nombreux meetings contre les procès de Moscou, notamment.
Il rejoint le Parti socialiste ouvrier et paysan (PSOP) en 1938, dont il devient membre de la Commission administrative permanente la même année. Il défend la perspective d'une semi-clandestinité du PSOP l'année suivante. En 1940, Barré est correcteur-typographe à Paris-Soir. En juillet de la même année, il devient l'un des fondateurs du Mouvement national révolutionnaire (MNR). Il est condamné à la peine de mort en 1941, mais est gracié en octobre et condamné à douze ans de travaux forcés. Il sera libéré en 1945 par les troupes alliées en Allemagne.
En octobre 1945, il est élu député sur une liste de l'Union démocratique et socialiste de la Résistance (UDSR). Il est réélu député l'année suivante, cette fois sur une liste SFIO. En décembre, il devient conseiller de la République. Son mandat en tant que conseiller de la République sera renouvelé en 1948 et 1952. 
Lors de la préparation des listes pour les élections sénatoriales de juin 1958, les deux sénateurs sortants du département de la Seine étant placés par la SFIO à un rang difficilement éligible, Gilberte Brossolette et lui décident de ne pas se représenter.
Il meurt en 1972 et est inhumé au cimetière du Père-Lachaise (84e division).

## Décorations
- Croix de guerre 1939–1945
- Chevalier de la Légion d'honneur
- Médaille de la Résistance française (décret du 11 mars 1947)[3]

### Source
- Dictionnaire biographique du mouvement ouvrier français, Les Éditions de l'Atelier, 1997.